# Ammerndorf

Lage

Ammerndorf (Fränkisch: Ammean-doaf) ist ein Markt im Landkreis Fürth (Mittelfranken, Bayern).

## Geographie

### Lage

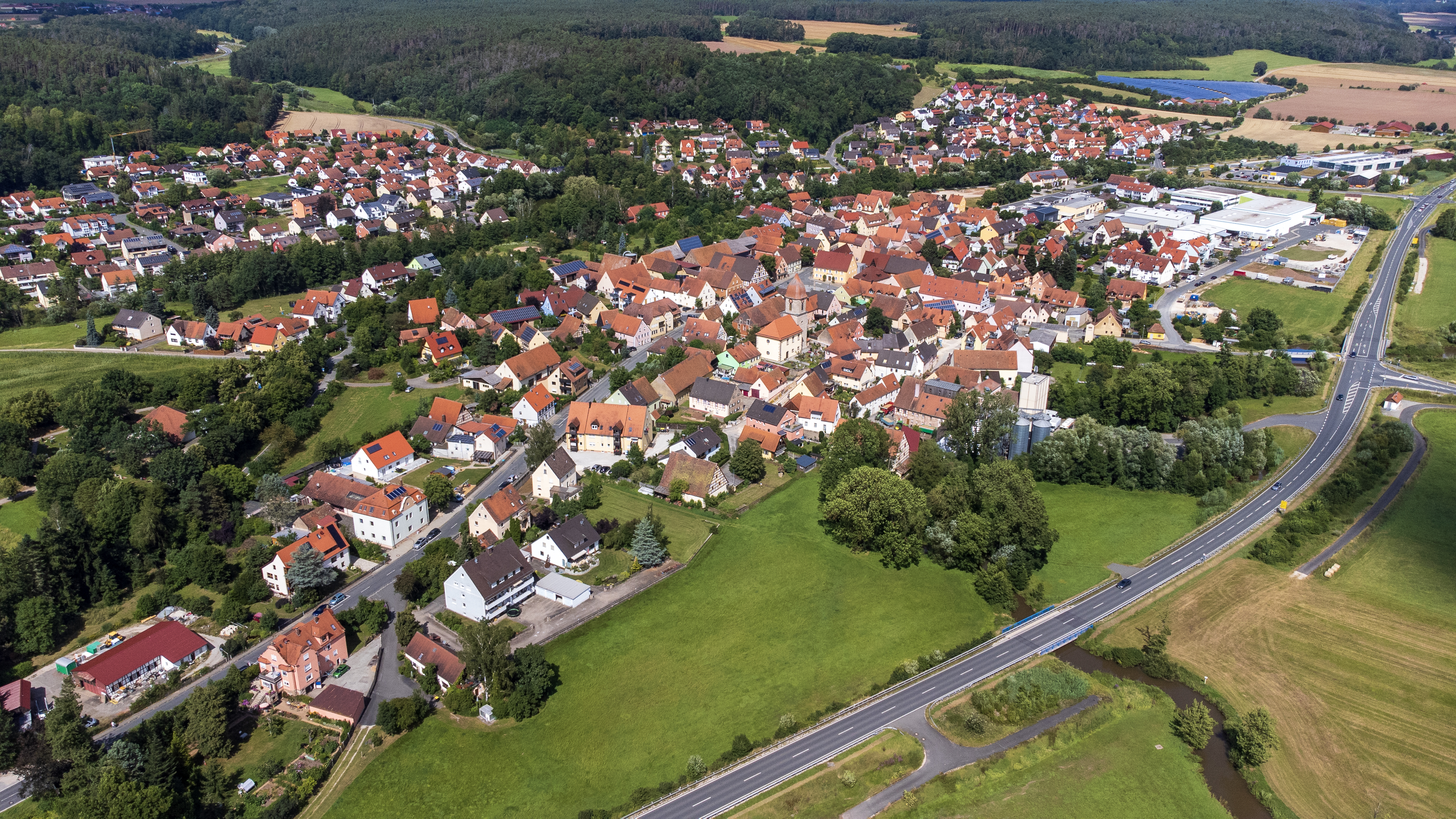
Luftaufnahme in Richtung Nord-Osten

Ammerndorf liegt im Rangau, etwa 16 km westlich von Nürnberg. Durch den Ort fließt die Bibert, die bei Zirndorf in die Rednitz mündet.

### Nachbargemeinden
Die Nachbargemeinden sind (im Norden beginnend im Uhrzeigersinn):
- Cadolzburg
- Zirndorf
- Roßtal
- Großhabersdorf

### Gemeindegliederung
Es gibt zwei Gemeindeteile (in Klammern ist der Siedlungstyp angegeben):
- Ammerndorf (Hauptort)
- Bubenmühle (Einöde)

Es gibt auf dem Gemeindegebiet nur die Gemarkung Ammerndorf. Sie hat eine Fläche von 5,054 km² und ist in 1423 Flurstücke aufgeteilt, die eine durchschnittliche Fläche von 3551,59 m² haben. In ihr liegt neben dem namensgebenden Ort der Gemeindeteil Bubenmühle.

### Naturräumliche Zuordnung
Die flachwellige bis hügelige Keuperlandschaft des Gemeindegebiets gehört zur naturräumlichen Haupteinheit Fränkisches Keuper-Lias-Land und zur Naturraum-Einheit Mittelfränkisches Becken.

### Geologie
In Ammerndorf treten Gesteine aus der geologischen Gruppe des Mittleren Keupers zutage. Blasensandstein aus der Hassberge-Formation sind von Sandstein und Ton-/Schluffstein aus der Steigerwald-Formation unterlagert. Reichenbach und Steinbacher Bächl fließen durch quartäre Talfüllungen. Im Biberttal kommen zudem kiesige Flussschotter vor.

### Klima
Der Landschaftsraum von Ammerndorf liegt in der kühl-gemäßigten Klimazone und weist ein humides Klima auf. Die Gemeinde befindet sich im Übergangsbereich zwischen dem feuchten atlantischen und dem trockenen Kontinentalklima. Nach der Klimaklassifikation von Köppen-Geiger zählt Ammerndorf zum „gemäßigten Ozeanklima“ (Cfb-Klima). Die mittlere Lufttemperatur des wärmsten Monats liegt unter 22 °C und die des kältesten Monats über −3 °C.
Die Niederschlagsmenge beträgt im durchschnittlichen Jahresmittel 656 mm, wobei ein Übergewicht im Sommer zu verzeichnen ist. Der Juni ist mit 79 mm der niederschlagsreichste Monat. Der niederschlagsärmste Monat ist der Februar mit 40 mm. Über das gesamte Jahr ergibt sich eine mittlere Temperatur von 8,8 °C. Der Juli ist mit durchschnittlich 18,2 °C aus klimatologischer Sicht der wärmste Monat im Jahresverlauf. Im Januar sind die niedrigsten Temperaturen mit durchschnittlich −0,7 °C zu verzeichnen.

## Geschichte

### Bis zur Gemeindegründung
Der Ort wurde 1246 als „Amelradorf“ erstmals urkundlich erwähnt. Das Bestimmungswort des Ortsnamens ist wahrscheinlich der weibliche Personenname Amelrad. Eine Person dieses Namens ist als Gründer der Siedlung anzunehmen. 1414 wurde der Ort „Ammerdorff“ genannt, 1438 erstmals in der heutigen Form „Ammerndorf“.
Der Nürnberger Burggraf Konrad I. verzichtete nach längerem Streit mit dem Kloster Heilsbronn auf die Güter und Personen. Papst Innozenz IV. bestätigte 1249 den Klosterbesitz. In Ammerndorf erfolgte der Getreidehandel der umgebenden Ortschaften. Im Ersten Markgrafenkrieg (1449–1450) wurde der Ort von der Reichsstadt Nürnberg aufgrund der großen Getreidevorräte überfallen.
Gegen Ende des 18. Jahrhunderts gab es in Ammerndorf 47 Anwesen. Das Hochgericht übte das brandenburg-ansbachische Oberamt Cadolzburg aus. Die Dorf- und Gemeindeherrschaft hatte das brandenburg-ansbachische Klosterverwalteramt Heilsbronn. Grundherren waren das Klosterverwalteramt Heilsbronn (2 Höfe, 25 Güter, 17 Häuser) und das Kastenamt Cadolzburg (1 Gut, 2 Halbgüter).
Ammerndorf gehörte zum 1791 von Preußen erworbenen hohenzollernschen Fürstentum Ansbach, das ab 1500 im Fränkischen Reichskreis lag, und besaß das Marktrecht mit weitgehenden Eigenrechten. Als Teil des preußischen Fürstentums Ansbach fiel Ammerndorf im Vertrag von Paris (Februar 1806) durch Tausch an das Königreich Bayern. Von 1797 bis 1808 unterstand der Ort dem Justiz- und Kammeramt Cadolzburg.
Im Rahmen des Gemeindeedikts wurden 1808 der Steuerdistrikt und die Ruralgemeinde Ammerndorf gebildet, zu denen Bubenmühle gehörte. Die Gemeinde war in Verwaltung und Gerichtsbarkeit dem Landgericht Cadolzburg und in der Finanzverwaltung dem Rentamt Cadolzburg (1919 in Finanzamt Cadolzburg umbenannt) zugeordnet. Ab 1862 gehörte Ammerndorf zum Bezirksamt Fürth (1939 in Landkreis Fürth umbenannt). Die Gerichtsbarkeit blieb beim Landgericht Cadolzburg (1879 in Amtsgericht Cadolzburg umbenannt); seit 1931 ist das Amtsgericht Fürth zuständig. Die Finanzverwaltung wurde am 1. Januar 1929 vom Finanzamt Fürth übernommen.

### Verwaltungsgemeinschaft
Von 1978 bis zur Auflösung im Jahr 1998 bildete Ammerndorf zusammen mit Großhabersdorf die Verwaltungsgemeinschaft Großhabersdorf.

### 21. Jahrhundert
Im Wettbewerb Unser Dorf soll schöner werden konnte der Markt im Jahr 2001 auf Bundesebene die Silbermedaille gewinnen.

### Einwohnerentwicklung
Gemeinde Ammerndorf
| Jahr      | 1818   | 1840   | 1852   | 1861   | 1867   | 1871   | 1875   | 1880   | 1885   | 1890   | 1895   | 1900   | 1905   | 1910   | 1919   | 1925   | 1933   | 1939   | 1946   | 1950   | 1961   | 1970   | 1987   | 1995 | 2007   | 2016   | 2019 |
| Einwohner | 459    | 511    | 540    | 531    | 535    | 533    | 527    | 545    | 525    | 503    | 474    | 452    | 431    | 468    | 521    | 543    | 529    | 557    | 926    | 946    | 758    | 912    | 1286   | 1818 | 2172   | 2057   | 2063 |
| Häuser    | 66     | 73     |        |        |        | 84     |        |        | 86     | 80     |        | 90     |        |        |        | 96     |        |        |        | 123    | 137    |        | 337    |      |        | 565    |      |
| Quelle    | [ 19 ] | [ 20 ] | [ 21 ] | [ 22 ] | [ 23 ] | [ 24 ] | [ 25 ] | [ 26 ] | [ 27 ] | [ 28 ] | [ 21 ] | [ 29 ] | [ 21 ] | [ 30 ] | [ 21 ] | [ 31 ] | [ 21 ] | [ 21 ] | [ 21 ] | [ 32 ] | [ 33 ] | [ 34 ] | [ 35 ] |      | [ 36 ] | [ 36 ] |      |

Ort Ammerndorf
| Jahr      | 001818 | 001840 | 001861 | 001871 | 001885 | 001900 | 001925 | 001950 | 001961 | 001970 | 001987 |
| Einwohner | 449    | 504    | 515    | 519    | 516    | 434    | 531    | 935    | 747    | 902    | 1282   |
| Häuser    | 64     | 71     |        |        | 84     | 88     | 94     | 121    | 135    |        | 335    |
| Quelle    | [ 19 ] | [ 20 ] | [ 22 ] | [ 24 ] | [ 27 ] | [ 29 ] | [ 31 ] | [ 32 ] | [ 33 ] | [ 34 ] | [ 35 ] |

## Politik

### Marktgemeinderat
Der Marktgemeinderat von Ammerndorf hat 14 Mitglieder.
|      | CSU | SPD | FW | Gesamt   |
| 2008 | 4   | 6   | 4  | 14 Sitze |
| 2014 | 6   | 4   | 4  | 14 Sitze |
| 2020 | 5   | 4   | 5  | 14 Sitze |

Zur Kommunalwahl am 15. März 2020 erreichten die Freien Wähler 39,60 % der Wählerstimmen. Auf die CSU entfielen 32,72 %, während die SPD 26,80 % erreichte.

### Bürgermeister
Von 1990 bis 2014 war Franz Schmuck (SPD) der Erste Bürgermeister. Danach wurde in einer Stichwahl Alexander Fritz (FW) zum Bürgermeister gewählt, der bei der Kommunalwahl 2020 (erneut in einer Stichwahl) gegen den CSU-Kandidaten Müller wiedergewählt wurde.

### Wappen und Flagge
Wappen
| Wappen von Ammerndorf | Blasonierung: „Gespalten von Gold und Rot; vorne ein in zwei Reihen von Rot und Silber geschachter Schrägbalken, hinten ein goldenes Mühlrad.“ |
| Wappen von Ammerndorf | Wappenbegründung: Der Schrägbalken ist der sogenannte Zisterzienserbalken. Ammerndorf war lange mit dem Kloster Heilsbronn verbunden. Das Mühlrad weist auf die historische Mühle an der Bibert hin. Die Gemeinde Ammerndorf führt seit 1970 ein Wappen. |

Flagge
Die Gemeindeflagge ist gelb-rot.

### Gemeindepartnerschaft
Seit 1996 besteht eine Partnerschaft mit der Gemeinde Dulliken in der Schweiz.

## Baudenkmäler

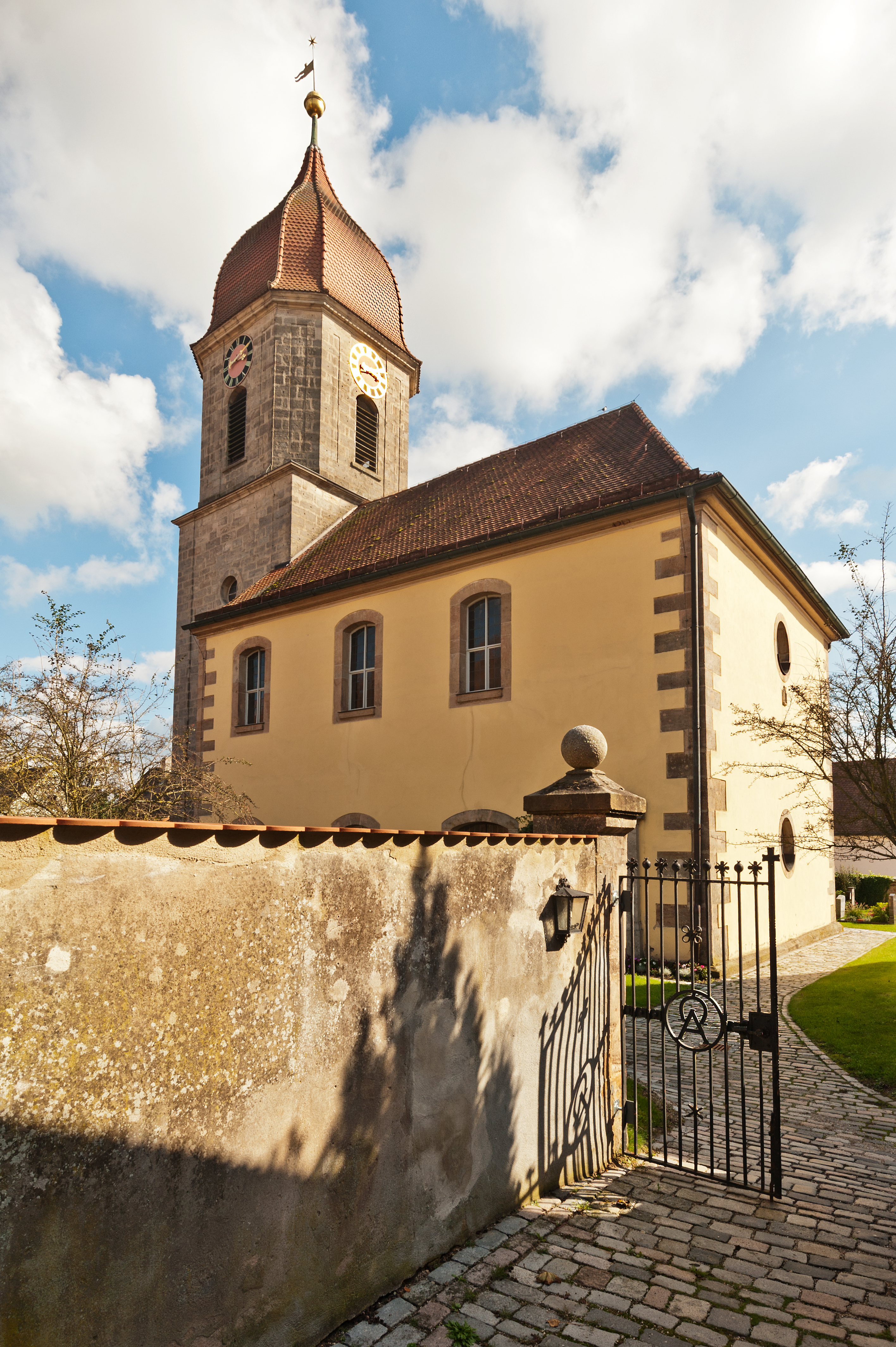
Pfarrkirche St. Peter und Paul

### Pfarrkirche St. Peter und Paul
Inmitten des Marktes steht die evangelisch-lutherische Pfarrkirche St. Peter und Paul. Ein ummauerter Friedhof umgibt den Sakralbau. Die Kirchhofmauer aus Sandstein stammt aus dem 13. und 14. Jahrhundert und hat eine Höhe von zwei Metern. In der Barockzeit wurde das Mauerwerk erneuert. Die Saalkirche in Sandsteinquaderbauweise mit Walmdach stellt eine spätmittelalterliche Chorturmanlage dar, die zwischen 1720 und 1730 instand gesetzt wurde. In diesem Zusammenhang wurde der steinsichtige Kirchturm mit Glockendach neu errichtet. Das Kircheninnere wurde 1761 durch den markgräflichen Landbauinspektor und Baumeister Johann David Steingruber im barocken Stil gestaltet.

### Ammerndorfer Mühle
Die Ammerndorfer Mühle an einer Bibertschleife südlich der Kirche wurde im Jahre 1607 vom Müller Stefan Züll erbaut. Das zweigeschossige Wohn- und Mühlengebäude hat einen reich verzierten Fachwerkgiebel mit Flachschnitzereien in farbiger Fassung. Die Ammerndorfer Mühle zählt zu den schönsten Mühlen und Fachwerkgebäuden im Biberttal und Umgebung.

## Wirtschaft und Infrastruktur

### Wirtschaft einschließlich Land- und Forstwirtschaft
Im Jahre 1998 gab es im Bereich der Land- und Forstwirtschaft keine, im produzierenden Gewerbe 66 und im Bereich Handel und Verkehr keine sozialversicherungspflichtig Beschäftigten am Arbeitsort. In den sonstigen Wirtschaftsbereichen waren am Arbeitsort 113 Personen sozialversicherungspflichtig beschäftigt. Sozialversicherungspflichtig Beschäftigte am Wohnort gab es insgesamt 770. Im Bauhauptgewerbe gab es vier Betriebe. Im Jahre 1999 bestanden neun landwirtschaftliche Betriebe mit einer landwirtschaftlich genutzten Fläche von 199 Hektar. Davon waren 166 Hektar Ackerfläche und 33 Hektar Dauergrünfläche.

### Ammerndorfer Bier
Die Brauerei Ammerndorfer Bier stellt seit über 280 Jahren Bier her. Aus traditionellen Gründen führt die Eigentümerfamilie Muhrmann im Brauereiwappen die Buchstaben „db“, was auf die lange Tradition der Familie Dorn hinweist, welche in den heutigen Landkreisen Fürth und Ansbach mehrere Brauereien betrieb bzw. noch heute betreibt. Aktuell wird die Brauerei von Helmut Murmann und seinen Töchtern Christine und Claudia geführt.

### Verkehr
Die Staatsstraße 2245 verläuft über Vincenzenbronn nach Großhabersdorf (5 km südwestlich) bzw. über Weinzierlein und Wintersdorf nach Zirndorf (8 km östlich). Die Staatsstraße 2409 verläuft nach Cadolzburg (4,5 km nördlich). Die Kreisstraße FÜ 15 verläuft nach Buttendorf (1,5 km südlich). Eine Gemeindeverbindungsstraße verläuft nach Vogtsreichenbach (2,2 km nordwestlich).
Ammerndorf liegt im Verkehrsverbund Großraum Nürnberg (VGN). Im Nahverkehr pendeln regelmäßig Busse der Linie 113 über Fürth Süd bis zur Endhaltestelle Rothenburger Straße Nürnberg mit Anschluss zur U-Bahn. Die Linie 114 verkehrt bis Rosstal Bahnhof mit Anschluss zur S-Bahn Nürnberg – Ansbach. Zusätzlich halten Busse der Linie 112 nach Fürth und der Linie 136 nach Langenzenn in Ammerndorf. Bis 1986 verfügte Ammerndorf mit der Bibertbahn über eine Gleisstrecke bis zum Bahnhof Nürnberg-Stein. Im Jahre 1986 wurde der Schienenverkehr eingestellt und durch Busverbindungen ersetzt. Die ehemalige Streckentrasse dient heute als Fuß- und Radweg. Unter der ehemaligen Bahnstrecke zwischen Wintersdorf und Ammerndorf wurden Gasversorgungsleitungen verlegt. Einige Brückenbauwerke entlang der alten Strecke und der heute noch als Bahnhofsplatz bezeichnete Platz im Ortskern erinnern an die Schienenverbindung. Im Gegensatz zu vielen anderen Gebäuden am Bahnhofsplatz wurde das Bahnhofsgebäude nicht abgerissen; es dient heute als Ärztehaus.
Durch Ammerndorf verlaufen die Rangau-Linie des Main-Donau-Wegs und der Theodor-Bauer-Weg. Etwa 500 m östlich liegen der KulturWanderweg Hohenzollern und der Rangau-Ostweg.

## Sport

### TSV Ammerndorf 1924 e. V.
Der TSV Ammerndorf ist ein klassischer Spartensportverein.
Seit der letzten Abteilungsgründung 2021 bietet der Verein folgende Sportarten an:
- Dartsport
- Fußball
- Radsport
- Tanzsport
- Tennis
- Tischtennis
- Turnen

#### Fußball
Die Fußballabteilung ist die größte Abteilung des TSV Ammerndorf.
Die erste Mannschaft des ehemaligen Bezirksligisten spielte in der Saison 2009/2010 in der Kreisklasse 3 Nürnberg/Frankenhöhe. Dort gewann der TSV Ammerndorf die Meisterschaft und spielt seit der Saison 2010/2011 in der Kreisliga Frankenhöhe.
Auch die zweite Mannschaft konnte 2009/2010 den Meistertitel in der Reserve-Runde gewinnen und spielte in der Saison 2010/2011 in der neu gegründeten B-Klasse. In dieser Spielklasse wurde sie 2010/2011 Meister. Seit 2011 spielt die Mannschaft in der A-Klasse 9. Im Jahre 2009 wurde die Senioren-A-Mannschaft (Alte Herren) Meister in der Kreisgruppe Nürnberg/Fürth und spielte in der Saison 2010 in der Kreisklasse Nürnberg/Fürth. Auch dort konnte mit großem Vorsprung die Meisterschaft und der Aufstieg in die höchste Seniorenklasse gefeiert werden. 2011 wurde die Senioren-A-Mannschaft auch in der höchsten Spielklasse, der Kreisliga, Meister. Mit drei Meisterschaften in Folge ist die Senioren-A-Mannschaft des TSV Ammerndorf eine der erfolgreichsten Mannschaften ihrer Altersklasse im Bezirk Mittelfranken. Gleich zu Jahresbeginn 2012 konnte die Landkreismeisterschaft Fürth in der Halle gewonnen werden. Für 2012 war die Mannschaft für die Bezirksmeisterschaft qualifiziert.
Seit 2008 finden beim TSV Ammerndorf Ferien-Fußballcamps in Zusammenarbeit mit dem Bayerischen Fußball-Verband (BFV) statt. Der TSV Ammerndorf verfügt über zwei Rasenplätze und einen Trainingsplatz. Seit Juli 2011 verfügt der Verein auch über eine Mädchenmannschaft (U17-Juniorinnen). Diese wurde 2011 Herbstmeister und in derselben Saison (2012) Meister der Gruppe 1 im Kreis Nürnberg/Frankenhöhe. In der darauf folgenden Saison (2013) errangen die B-Juniorinnen den Pokalsieg.

#### Tischtennis
Die Tischtennisabteilung des TSV Ammerndorf wurde 1978 gegründet und nimmt seitdem am Spielbetrieb auf Kreis- und/oder Bezirksebene teil. Seit einigen Jahren (Stand 2025) spielt eine Herrenmannschaft in der Bezirksklasse.

## Weitere Vereine
Außerdem gibt es in Ammerndorf unter anderem folgende Vereine:
- Modellbahnfreunde Ammerndorf
- Heimat- und Gartenbauverein Ammerndorf
- Imkerverein Ammerndorf
- Freiwillige Feuerwehr Ammerndorf
- Sängerkreis Ammerndorf
- Bibertfischer Ammerndorf

## Bildung
Es gibt folgende Einrichtungen:
- zwei Kindergärten:
  - evangelischer Kindergarten Pusteblume
  - Montessori-Kindergarten Spatzennest

## Söhne und Töchter der Gemeinde
- Klaus Rösch (1945–2018), ehemaliger deutscher Politiker, Mitglied des Landtags von Baden-Württemberg, Bundestagsabgeordneter